# Loboptera decipiens
Loboptera decipiens är en kackerlacksart som först beskrevs av Ernst Friedrich Germar 1817.  Loboptera decipiens ingår i släktet Loboptera, och familjen småkackerlackor.

## Underarter
Arten delas in i följande underarter:
- L. d. decipiens
- L. d. nevadensis